# 美国南部边界国家紧急状态
2019年2月15日，美国总统唐纳德·特朗普宣布美国南部边境进入国家紧急状态。有評論指他自相矛盾。宣佈之後，他乘坐飛機去高爾夫球場（Trump International Golf Club）渡過週末。

## 概述
2019年2月15日，美國共和黨籍的總統唐納·川普在向國會要求的57億美元修建美墨邊境墙，在最後的預算案中卻只獲得不到14億美金的資金。川普因此宣佈進入全國緊急狀態。川普政府計劃從国防部的預算中將幾十億轉用於修建隔離牆的軍事建設項目。
在野的民主党基本上鮮少有人支持川普的決定。參議員柯瑞·布克與卡斯特罗、克罗布彻、陸天娜、贺锦丽、桑德斯等人公開表示反對。
另外，加利福尼亞、科罗拉多、康涅狄格、特拉华、夏威夷、伊利诺伊、缅因、马里兰、密歇根、明尼苏达、内华达、新泽西、新墨西哥、纽约、俄勒冈和弗吉尼亚等州提起法院訴訟。
2019年2月27日，民主党掌控的眾議院通過了一項決議，阻止總統川普藉由宣佈全國進入緊急狀態挪用數十億美元的聯邦資金而取得修建美墨邊境牆的费用。
2019年3月15日，共和党掌控的参议院以59票对41票驳回了美国南部边界进入国家紧急状态的行政令。有12名共和党参议员投了反对票。
2019年3月16日，美国总统特朗普行使否决权，否决了参众两院终止其国家紧急状态的决议。
2019年3月26日，美国众议院就推翻总统特朗普否决国会两院叫停美墨边境“国家紧急状态”决议举行投票，最终投票结果是248票赞成、181票反对，未能达到推翻否决令所需的至少290张赞成票，无法推翻特朗普这一否决令。
2019年4月5日，美国众议院向美国哥伦比亚特区联邦地区法院提起诉讼，指控特朗普政府逾越宪法授予的行政权力，在没有适用的国会拨款的情况下，动用国会拨给其他政府部门的资金，支出多达81亿美元修建边境墙，违反了拨款条款和宪法分权原则。
2019年9月下旬，美国参议院和美国众议院再度叫停美国南部边境国家紧急状态。而同月美國國防部批准將原用於127個軍事項目的36亿美元军事建设资金用于美国南部边境的边境墙建设。
2019年12月，美國德克薩斯西區聯邦地區法院禁止特朗普政府动用國防部数十亿美元的资金用于修建边界墙。
2020年1月8日，美國联邦第五巡回上诉法院批准特朗普政府用36亿美元的军队建设费在美国南部边境建墙。